# فيروخ أصفر البقع
فيروخ أصفر البقع (الاسم العلمي:Chelidoperca flavimacula) (بالإنجليزية: Yellow-spotted perchlet)‏ هو نوع من الأسماك يتبع جنس الفيروخ من الفصيلة القرفصية.